# Between the Black and Gray
『Between the Black and Gray』（ビトウィーン ザ ブラック アンド グレー）は、MONOEYESの3枚目のスタジオ・アルバム。2020年9月23日にEMI Recordsより発売された。

## 概要
MONOEYESとしては、前作『Dim The Lights』より約3年2ヶ月ぶりのアルバムとなった。2019年に発表されたEPの表題曲である「Interstate 46」をはじめ、全11曲が収録される。
アルバム制作は2020年2月より開始され、8月9日にレコーディングを完了した。細美武士によると、レコーディング自体は4月から沖縄で行う予定だったが、新型コロナウイルス感染症の流行を受け、沖縄でのレコーディングを中止して自宅での制作作業を優先した結果、アルバムの完成が遅れることとなったという。

## 収録曲
| #         | タイトル                | 作詞・作曲           | 時間  |
| --------- | ----------------------- | -------------------- | ----- |
| 1.        | 「Bygone」              | 細美武士             | 3:05  |
| 2.        | 「Fall Out」            | 細美武士             | 4:07  |
| 3.        | 「リザードマン」        | 細美武士             | 4:07  |
| 4.        | 「Iridescent Light」    | スコット・マーフィー | 3:48  |
| 5.        | 「Thermite」            | 細美武士             | 3:46  |
| 6.        | 「Castles in the Sand」 | スコット・マーフィー | 3:18  |
| 7.        | 「Nothing」             | 細美武士             | 3:42  |
| 8.        | 「Satellite」           | スコット・マーフィー | 2:58  |
| 9.        | 「Interstate 46」       | 細美武士             | 3:37  |
| 10.       | 「Outer Rim」           | 細美武士             | 3:35  |
| 11.       | 「彼は誰の夢」          | 細美武士             | 3:55  |
| 合計時間: | 合計時間:               | 合計時間:            | 39:58 |

## ライブ・ツアー
2020年10月から12月にかけて、全国8ヶ所15公演を行うツアー「MONOEYES Semi Acoustic Live Tour 2020」を開催した。ただし、新型コロナウイルス感染症の影響により、アコースティック形式のツアーとなった。また、アルバムのリリースツアーではなく、本作の収録曲でも演奏されなかった楽曲がある。なお、本作のタイトルを冠した公演「Between the Black and Gray Live on Streaming 2020」がMONOEYESとしては史上初となる配信ライブとして10月19日に開催された。同公演は日本武道館から配信された。
| 日程     | 会場                                   |
| -------- | -------------------------------------- |
| 10月1日  | Zepp Sapporo（北海道）                 |
| 10月2日  | Zepp Sapporo（北海道）                 |
| 10月10日 | 仙台GIGS（宮城県）                     |
| 10月11日 | 仙台GIGS（宮城県）                     |
| 10月24日 | Zepp Osaka Bayside（大阪府）           |
| 10月25日 | Zepp Osaka Bayside（大阪府）           |
| 11月8日  | 広島CLUB QUATTRO（広島県）             |
| 11月9日  | 広島CLUB QUATTRO（広島県）             |
| 11月12日 | Zepp Nagoya（愛知県）                  |
| 11月13日 | Zepp Nagoya（愛知県）                  |
| 11月22日 | 熊本城ホール・シビックホール（熊本県） |
| 11月24日 | Zepp Fukuoka（福岡県）                 |
| 11月25日 | Zepp Fukuoka（福岡県）                 |
| 12月1日  | Zepp Tokyo（東京都）                   |
| 12月2日  | Zepp Tokyo（東京都）                   |

| 日程     | 備考                                                            |
| -------- | --------------------------------------------------------------- |
| 10月19日 | Streaming+、LINE LIVE-VIEWING、LIVEWIREにて、日本武道館より配信 |